# 当理流
当理流（とうりりゅう）は、宮本無二助藤原一真が開いた兵法。
宮本無二助は、江戸時代初期より、剣豪の宮本武蔵の父・新免無二と同一人物とされる。残された目録等から細川氏家臣に弟子が多かったと考えられている。目録の内容より、一刀剣法、二刀剣法（二刀流）、實手術（十手術）、小太刀術、手裏剣術等を伝える総合武術であったと考えられている。また、伝承から無二助は竹内流を学んでいたと思われ、無双流捕手術等の開祖となっている。また、荒木流開祖の荒木無人斎の師・藤原勝真は無二助であるという説がある。
宮本無二助と新免無二が同一人物とする説を支持する者は、宮本武蔵は父より当理流を学び、それを基礎に円明流を創流、晩年さらに二天一流を創流したと考えている。

## 現存する免許状
以下の3種の免許状が現存するが、全て筆跡が異なり同一人物による物とは思われない。
- 大和国生駒寶山寺蔵　當理流免許状　宮本無二之助　慶長二年霜月吉日
- 細川藩士安場家蔵　實手當理流剣術免許状　宮本無二斎藤原一眞　印(宮本無二助十)　慶長三年黄梅廿四日
- 細川藩朽木家蔵　當理流免許状　宮本无二助藤原一眞　慶長拾弐年九月五日